# Ca la Tia Lola
Ca la Tia Lola és una casa habilitada com a botiga d'Amer (Selva) inclosa a l'Inventari del Patrimoni Arquitectònic de Catalunya.

## Descripció
En l'actualitat l'antic edifici conegut popularment com a "Ca la Tia Lola" el trobem fragmentat en dos immobles totalment independents com són el núm. 3 i el núm. 4 de la plaça de la Vila.
Pel que fa al núm. 3, es tracta d'un habitatge plurifamiliar de tres plantes, entre mitgeres, cobert amb una teulada a dues aigües de vessants a façana. Està ubicat al costat dret de la Plaça de la Vila.
La façana principal, que dona a la Plaça de la Vila, té dues crugies i està ornada als extrems i al coronament amb tres franjes d'esgrafiats. La planta baixa consta de dues arcades d'arc de mig punt rebaixat, amb la llum (amplada) molt més accentuada que la sageta (alçada), conformant un porxo. A l'interior del porxo trobem per una banda, un portal quadrangular d'accés equipat amb muntants de pedra i llinda monolítica, en la qual s'aprecia la data en què es van dur a terme les obres i reformes en l'immoble "1 9 9 9". Mentre que per l'altra la botiga.
El primer i segon pis han estat resolts partint del mateix esquema formal, que consisteix en l'aplicació de dues obertures per pis respectivament. Es tracta de quatre grans obertures rectangulars amb llinda monolítica i muntants de pedra ben treballats i escairats, les quals són projectades com a balconades independents i equipades amb les seves respectives baranes de ferro forjat. Pel que fa al treball de la forja aplicat a les baranes aquest és molt auster i discret i totalment mancat de qualsevol tipus d'element ornamental.
Tanca la façana en la part superior un ràfec prominent format per cinc fileres: la primera de rajola en punta de diamant, la segona de rajola plana, la tercera de teula, la quarta de rajola plana i la cinquena de teula girada.
Mentre que el núm. 4, es tracta d'un habitatge unifamiliar de tres plantes, entre mitgeres, cobert amb una teulada a dues aigües de vessants a façana, el qual es troba en desús. Està ubicat al costat dreta de la Plaça de la Vila.
La façana principal, que dona a la Plaça de la Vila, té una sola crugia i presenta un estat avançat de deteriorament sobretot en parts puntuals i específiques del sector superior. La planta baixa consta d'una gran arcada d'arc de mig punt rebaixat, amb la llum (amplada) més accentuada que no pas la sageta (alçada), conformant un porxo. Sota el porxo no trobem les voltes d'aresta com succeeix amb el núm. 3, sinó que trobem un entramat de vigues ubicades paral·lelament i el portal d'accés a l'habitatge pròpiament.
En el primer pis trobem una gran obertura rectangular amb llinda monolítica i muntants de pedra ben treballats i escairats, la qual és projectada com a balconada independent i equipada amb una barana de ferro forjat, la qual es troba immersa en un estat avançat de descomposició i deteriorament, ja que està molt oxidada.
En el segon pis tenim una finestra rectangular amb llinda monolítica i muntants de pedra.
Tanca la façana en la part superior un ràfec format per quatre fileres: la primera de rajola plana, la segona de teula, la tercera de rajola plana i la quarta de teula.
La majoria d'edificis de la Plaça de la Vila comparteixen entre ells tota una sèrie de paral·lelismes compositius, estructurals i formals molt evidents. I és que en tots sis (Vegeu fitxa de l'Ajuntament), (Vegeu fitxa de Can Tana), (Vegeu fitxa de Can Setze), (Vegeu fitxa de Can Munda), (Vegeu fitxa de Ca l'Espinet) i (Vegeu fitxa de Can Tarradellas) trobem tota una sèrie de trets comuns i similituds com ara la façana estructurada en crugies combinant les dues - Ca la Tia Lola, Can Tana i Ajuntament- amb les tres - Can Munda- i una - Can Setze, Ca l'Espinet i Can Tarradellas- la coberta prima, per sobre de tot, la projecció a dues aigües de vessants a façana; la majoria d'immobles consten de tres plantes -a excepció de Can Setze, Can Munda i Ca l'Espinet de quatre--; proliferen per tota la façana un gran nombre de balconades equipades amb les seves respectives baranes de ferro forjat; el portal d'accés ha perdut protagonisme físic en quedar emmascarat per la porxada composta per arcs de mig punt; es tracta de porxades totalment heterogènies i sense seguir un patró uniforme com així ho evidencia la naturalesa irregular dels arcs de mig punt, els quals apareixen en totes les modalitats possibles: així tenim arcs de mig punt normals, arcs de mig punt rebaixats amb la llum (amplada) més accentuada que no pas la sageta (alçada) - Ca la Tia Lola- arcs de mig punt en què prima la sageta per sobre la llum -Can Tana- i arcs en què es produeix una relació equitativa entre la llum i la sageta -Ajuntament-; la pedra sol tenir poc acta de presència en les façanes fins al punt que la trobem concentrada específicament en parts molt puntuals i específiques com ara les llindes, muntants i ampits de les diverses obertures; el tipus de pedra per excel·lència i que té més difusió és la pedra sorrenca, mentre que la pedra nomolítica o pedra calcària de Girona té poc protagonisme, etc.

## Història
Comparant fotografies antigues, com ara la de la fitxa del Servei de Patrimoni núm. 26.558, amb fotografies actuals, podem observar que l'immoble va ser partit el 1999 com indica la llinda del portal d'accés, en dos immobles independents, els actuals núm. 3 i núm. 4 de la plaça de la vila.
També s'observa que l'immoble núm. 3 ha experimentat més canvis dràctis i rellevants, com ara l'augment sensible de l'alçada total de l'edifici i la modificació i alteració de les obertures. El núm. 4 ha estat gairebé intacte sense experimentar cap intervenció important.
La Plaça de la vila d'Amer on es troba l'immoble, és considerada com la segona plaça porxada més gran de Catalunya. És per aquest motiu que popularment es coneix amb el nom de Plaça Porxada.
Una de les particularitats de la plaça, és que tots els porxos són diferents, i els edificis que hi formen part són d'èpoques i estils molt variats.
El paviment de la Plaça està fet amb llambordes de diferents poblacions de Catalunya.